# Holly Robinson
Holly Robinson es una personaje ficticia que aparece en los cómics estadounidenses publicados por DC Comics, comúnmente en asociación con el superhéroe Batman. Holly Robinson es una aliada frecuente y compañera de Catwoman. Ella fue entrenada por Wildcat y su amiga Selina Kyle, y se convirtió temporalmente en la nueva Catwoman luego del nacimiento de la hija de Selina.
En 2004 el cómic Catwoman ganó un GLAAD Media Awards por su representación positiva de Holly como un personaje abiertamente gay.

## Historial de publicaciones
Holly Robinson apareció por primera vez en Batman #404 durante el arco argumental de Batman: año uno. Ella fue creada por Frank Miller y David Mazzucchelli.

## Biografía del personaje

### Año uno
Holly apareció por primera vez en Batman: año uno como una prostituta juvenil que vive con Selina Kyle. Holly tiene un papel pequeño pero significativo en la historia cuando se encuentra con un Bruce Wayne disfrazado durante uno de sus primeros intentos de lucha contra el crimen y lo apuñala en la pierna. Herido por este ataque y una batalla posterior, Wayne escapa de vuelta a su casa, meditando sobre el hecho de que sus enemigos no le temen. Este encuentro es un impulso para la creación de la persona de Batman. Como tal, Holly juega un papel indirecto en el origen del Caballero Oscuro.
Holly también apareció en la miniserie de 1989 Catwoman de Mindy Newell y J.J Birch (recogido en el libro en rústica comercial como Catwoman: La guardiana de su hermana), que volvió a contar el origen de Catwoman sobre la base de la toma de Miller en el personaje en Batman: año uno. En esta historia, Catwoman deja a Holly en un convento donde la hermana de Selina, Maggie, es una monja.

### Muerte y regreso
En 1988 Holly apareció en "The Tin Roof Club", de Action Comics Weekly #611-614. En esta historia, se ha casado con un empresario exitoso que es en realidad un mafioso. Su nuevo marido hace matar a Holly en su búsqueda para recuperar una valiosa pieza de joyería que Catwoman robó de una de sus casas de seguridad. Incapaz de vincular la muerte de Holly a su marido para que él sea arrestado por el crimen, Catwoman mata a dos guardias de seguridad corruptos en su trabajo y culpa al marido de Holly por sus asesinatos. 
La muerte de Holly fue revocada finalmente años después, cuando el escritor Ed Brubaker ignoró esta historia con el fin de incorporar a Holly en el elenco de la serie de 2002 Catwoman. Brubaker admitió en una entrevista que no se había dado cuenta de la muerte de Holly hasta después de haber vuelto a introducir el personaje. Él abordó este número en Catwoman Secret Files and Origins #1 con una historia de dos páginas titulada "¿Por qué Holly no ha muerto?", en la que se rompe la cuarta pared como Holly contempla su propia resurrección. Se da a entender que la historia de Action Comics Weekly fue borrada de la continuidad como resultado de la Hora Cero.   
Según lo establecido por Brubaker, Holly se había escapado de un hogar malo cuando era niña, para terminar en la calle. Ella y Selina se habían conocido cuando Selina rescató a Holly de un policía que intentaba extorsionarla. Sin embargo, cuando Selina se convirtió en Catwoman, dejó a Holly atrás. Holly se había unido a la hermana de Selina, Maggie, en su convento. Sin embargo, ella nunca se sintió del todo parte de ese mundo, y algunos años después abandonó el convento con Maggie. Después de que ella y Maggie perdieron la pista entre sí, Holly se hizo adicta a las drogas y volvió a las calles. En esta revisión de la historia de Holly, los eventos de "The Tin Roof Club" nunca ocurrieron.

### Catwoman, la serie (volumen 3)
Holly reapareció en Catwoman vol. 3 #1. Tras una serie de brutales asesinatos de niñas trabajadoras, Holly regresa al apartamento que ella y Selina habían compartido en "Año Uno", y encontrar que Selina ha regresado, se reunió felizmente con su amiga.
Holly limpia su acto y se convierte en compañera de todo tipo de Catwoman. Ella pretende ser parte de la vida callejera, cuando en realidad, está trabajando como los ojos y oídos de Selina, indagando lo que está sucediendo en las calles del East End. Mientras está en el trabajo, Holly está preocupada por el hecho de que todavía ve el mundo desde la mentalidad de una yonqui, aunque se las arregló para dejar las drogas varios meses antes de reunirse con Selina. También se revela que Holly es lesbiana. 
En la historia "Implacable", Máscara Negra intenta destruir la vida de Catwoman con la ayuda de Sylvia, una amiga de la infancia de Selina que tiene un resentimiento contra ella. Holly se reencuentra con su amiga Maggie Kyle, pero Maggie es secuestrada y atormentada por Máscara Negra. Holly también es golpeada y secuestrada, y, finalmente, Holly mata a Sylvia para salvar la vida de Selina. Holly es severamente traumatizada por estos hechos y se aísla a sí misma por un tiempo. Ella roba algunos analgésicos de Maggie, pero no toma ninguna de las drogas, y se cura en algún grado cuando se reencuentra con Selina. 
Selina decide que Holly necesita algún tiempo lejos de Gotham para sanar después de los eventos de "Implacable", y los dos se embarcan en un viaje por carretera en Catwoman #20-24 (recogido en el libro en rústica comercial como Catwoman: Wild Ride). Selina se encarga de que Holly sea entrenada por Ted Grant (Wildcat). Luego viajan a través de varias ciudades antes de acabar en St. Roch, donde se revela que Selina y Slam Bradley habían ubicado a su hermano Davey. Ella lo encuentra trabajando en un bar y se entera de que él también se había escapado y había viajado por todo el mundo. 
Más adelante en la serie, Holly se convierte en una madre de guarida de un grupo de niños de la calle conocidos como la Banda Alleytown, que actúan como informantes de Catwoman.

### La nueva Catwoman
Después de los sucesos de Infinite Crisis, DC Comics saltó hacia adelante en el tiempo. En la historia de "Un Año Después", Holly Robinson ha asumido el cargo de la nueva Catwoman, a petición de Selina Kyle, que ha decidido retirarse del papel después de quedar embarazada.
En Catwoman #53, Holly Robinson hace su primera aparición como Catwoman; al cierre de la edición es emboscada por el Hombre Ángulo. Aunque Holly escapa, es atrapada en vídeo administrándole una paliza brutal al Hombre Ángulo. Reacia a pedirle ayuda a Selina, Holly se dirige en su lugar a Ted Grant.
Holly es arrestada y asume la culpa por el asesinato de Máscara Negra (Selina había cometido realmente el delito). Ella es rescatada de la cárcel por Selina y toma un breve descanso de ser Catwoman. Mientras Selina está borrando el nombre de Holly de la base de datos de la policía, Holly se viste de nuevo como Catwoman para detener a una nueva villana llamada Blitzkrieg de ejecutar a una chica joven en un video en vivo de avance a Internet. Holly logra salvar a la chica, pero no antes de ser desenmascarada en el webfeed en vivo. 
Tras el rescate, Holly se encuentra con el detective Lenahan, un policía de Gotham, que se ha vuelto obsesionado con capturar a Catwoman. Ellos se enfrentan a Martillo y Hoz, que quieren a Selina muerta y están perfectamente dispuestos a disponer de Holly en el ínterin. Lenahan es asesinado por los supervillanos rusos, pero Selina llega a tiempo para salvar a Holly. La policía supone que Holly y Catwoman son responsables de la muerte de Lenahan después de encontrar a las dos mujeres al lado de su cadáver decapitado en Catwoman #67. 
Holly y Selina logran escaparse del DPGC y derrotar a Martillo y Hoz. Sin embargo, Holly está buscada por el asesinato de Lenahan y su identidad como Catwoman es de conocimiento público. Ella sale de la serie en Catwoman # 69 y comienza una nueva vida como fugitiva.

### Cuenta atrás
Holly aparece por primera vez en Countdown #47; ella rescata a un anciano sin hogar, alejándole de una caída de escombros de un edificio destruido. Ella, sin un hogar y a la fuga por el asesinato de Máscara Negra, recibe un lugar para alojarse por una misteriosa mujer que lleva una estola o túnica que lleva el nombre de Atenea. Holly acepta la oferta para permanecer en el Albergue de Mujeres Atenienses, que alberga mujeres maltratadas y abusadas. Una de las residentes es una reformada Harley Quinn. 
Después de algún tiempo en el refugio de mujeres, con el tiempo se hace evidente que Atenea, que dirige el refugio, es de hecho la nefasta Abuela Bondad que lleva a entrenar a estas mujeres - Holly y Harley, entre ellas - para ser sus nuevas Furias Femeninas. Luego de que son llevadas a una isla para el entrenamiento, Holly y Harley conocen a la reina amazona Hipólita, y se encuentran con Mary Marvel. El grupo reveló el engaño de Abuela. Holly, Harley y Mary siguen a la Abuela Bondad como ella se retira a Apokolips. Con la ayuda de Mary, el grupo logra liberar a los dioses griegos, y Holly recibe los poderes de Diana (Diosa de la Caza) como premio y exhibe tanto las habilidades de tiro con arco y mejoras físicas salvajes gatunas. Después de regresar a la Tierra, Holly pierde estos poderes. Después de presenciar el "Gran Desastre" en la Tierra-51, regresa a Gotham City junto a Jason Todd y Harley, con quienes se va al final de la serie.
En el primer número de la serie Gotham City Sirens, se menciona que Holly ya no vive con Harley Quinn, y ha decidido comenzar una nueva vida en otra parte con el dinero que recibió después de ayudar a Selina a robar la fortuna de Tommy Elliot.

### DC Rebirth
En 2016, DC Comics implementó otro relanzamiento de sus libros llamado "DC Rebirth" que restauró su continuidad a una forma muy similar a la que tenía antes de "The New 52". Holly es una ex prostituta infantil que fue entrenada en artes marciales por Selina como una forma de mantenerla a salvo. Cuando una célula terrorista de Kahndaq bombardea el orfanato en el que creció Holly, ella usa su entrenamiento para cazar y asesinar a cada miembro del grupo. Holly termina matando a 237 terroristas, después de lo cual Selina elige asumir la culpa por sus crímenes para protegerla. Batman descubre esto, pero Holly lo ataca y logra huir del país antes de que pueda detenerla. Ella asume el alias de Catherine Ann Turley en este universo.

## Habilidades, recursos y capacidades
Holly no tiene meta-habilidades. Ella ha aprendido sigilo, atletismo, hot-wiring, abrir cerraduras, robar, acrobacias y las artes marciales de Selina. Ted Grant la entrenó en una forma de kick-boxing adaptado para el uso urbano, así como boxeo. También ha pasado tiempo en un campamento de entrenamiento de las Furias Femeninas. Ella es competente en el uso de armas de fuego, cuchillos, y el látigo. A partir de Countdown to Final Crisis #10, Holly tenía una parte de la astucia y habilidad de Diana, la Diosa de la Caza. Mientras poseía estos poderes, era una excelente tiradora, y tenía la capacidad de rastrear a las personas por su olor. Perdió estos poderes después de regresar a la Tierra.

## En otros medios

### Películas
- Holly Robinson aparece en la película animada directamente para vídeo de 2011 Batman: año uno con la voz de Liliana Mumy. Un disfrazado Bruce Wayne se encuentra con ella como una prostituta en East End que conduce a Bruce a una batalla con su proxeneta Stan.
- Holly Robinson aparece en el corto animado directamente para vídeo de 2011 DC Showcase: Catwoman otra vez con la voz de Liliana Mumy. Aquí ella es secuestrada por traficantes de esclavos humanos al tratar de salir de Gotham. Su seguimiento y eventual rescate por Selina es la trama de la película.
- Jen, un personaje inspirado en Holly Robinson, aparece en The Dark Knight Rises (2012), interpretada por Juno Temple. Es retratada como la compañera de casa más joven y cómplice de Selina Kyle.[8]
- Holly Robinson se menciona por su nombre en la película de estilo anime Catwoman: Hunted, donde está fuera de la pantalla cuidando a un grupo de niñas que fueron rescatadas por Catwoman del negocio de tráfico de personas de Leviathan.

### Videojuegos
- En una cinta de entrevista en Batman: Arkham City, Hugo Strange amenaza con poner a Holly en Arkham City si Catwoman sigue intentando robar de él, causando que Catwoman amenace con matar a Strange si le hace algo a Holly. Strange se ve obligado a amenazar la vida varias veces de Holly en otras cintas cuando Selina actúa desafiante, aunque en la cinta final Hugo le dice a Catwoman que Holly está a salvo, y que él no tiene ningún interés en Holly a menos que aterrice en Arkham City. Como Holly nunca tiene presencia física o vocal en el juego, su destino en el juego es desconocido, aunque es probable que se mantuviera fuera de Arkham City.